# Rappahannock County
Rappahannock County ist ein County im Bundesstaat Virginia der Vereinigten Staaten. Im Jahr 2020 hatte das County 7348 Einwohner und eine Bevölkerungsdichte von 10,6 Einwohnern pro Quadratkilometer. Der Verwaltungssitz (County Seat) ist Washington.

## Geographie
Rappahannock County liegt im Norden von Virginia und hat eine Fläche von 691 Quadratkilometern, wovon ein Quadratkilometer Wasserfläche ist. Es grenzt im Uhrzeigersinn an folgende Countys: Fauquier County, Culpeper County, Madison County, Page County und Warren County.

## Geschichte
Gebildet wurde es 1833 aus Teilen des Culpeper County. Benannt wurde es nach dem indianischen Wort lapihanne bzw. Toppehannock  was übersetzt bedeutet Fluss des schnell fließenden Wassers oder auch die Gezeiten Ebbe und Flut bedeuten kann.

## Demografische Daten

Alterspyramide des Rappahannock County

Nach der Volkszählung im Jahr 2000 lebten im Rappahannock County 6983 Menschen. Davon wohnten 10 Personen in Sammelunterkünften, die anderen Einwohner lebten in 2788 Haushalten und 2004 Familien. Die Bevölkerungsdichte betrug 10 Einwohner pro Quadratkilometer. Ethnisch betrachtet setzte sich die Bevölkerung zusammen aus 92,64 Prozent Weißen, 5,44 Prozent Afroamerikanern, 0,16 Prozent amerikanischen Ureinwohnern, 0,21 Prozent Asiaten und 0,40 Prozent aus anderen ethnischen Gruppen; 1,15 Prozent stammten von zwei oder mehr ethnischen Gruppen ab. 1,30 Prozent der Bevölkerung waren spanischer oder lateinamerikanischer Abstammung.
Von den 2788 Haushalten hatten 27,4 Prozent Kinder und Jugendliche unter 18 Jahre, die bei ihnen lebten. 60,5 Prozent waren verheiratete, zusammenlebende Paare, 7,1 Prozent waren allein erziehende Mütter, 28,1 Prozent waren keine Familien, 23,4 Prozent waren Singlehaushalte und in 7,9 Prozent lebten Menschen im Alter von 65 Jahren oder darüber. Die Durchschnittshaushaltsgröße betrug 2,50 und die durchschnittliche Familiengröße lag bei 2,94 Personen.
Auf das gesamte County bezogen setzte sich die Bevölkerung zusammen aus 22,3 Prozent Einwohnern unter 18 Jahren, 5,6 Prozent zwischen 18 und 24 Jahren, 26,4 Prozent zwischen 25 und 44 Jahren, 31,8 Prozent zwischen 45 und 64 Jahren und 13,8 Prozent waren 65 Jahre alt oder darüber. Das Durchschnittsalter betrug 43 Jahre. Auf 100 weibliche Personen kamen 98,8 männliche Personen. Auf 100 Frauen im Alter von 18 Jahren oder darüber kamen statistisch 97,3 Männer.
Das jährliche Durchschnittseinkommen eines Haushalts betrug 45.943 USD, das Durchschnittseinkommen der Familien betrug 51.848 USD. Männer hatten ein Durchschnittseinkommen von 32.725 USD, Frauen 22.950 USD. Das Prokopfeinkommen betrug 23.863 USD. 5,2 Prozent der Familien und 7,6 Prozent der Bevölkerung lebten unterhalb der Armutsgrenze. Darunter waren 10,8 Prozent der Kinder und Jugendlichen unter 18 Jahren und 3,2 Prozent der Einwohner im Alter von 65 Jahren oder darüber.